# Pio di Savoia

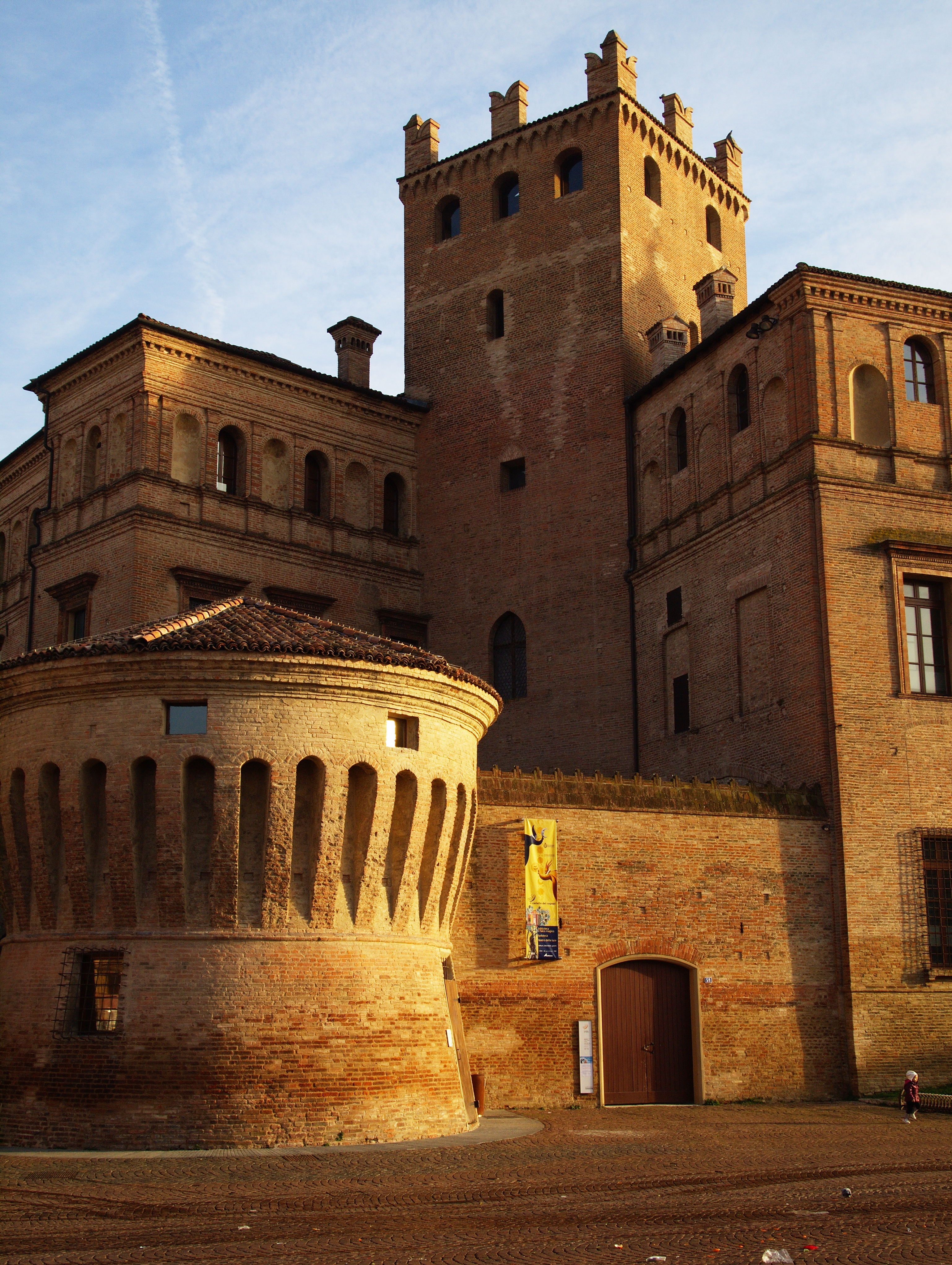
Carpi, castello dei Pio, la torre dell'Uccelliera e la torre di Passerino Bonacolsi

I Pio (in seguito Pio di Savoia) sono una casata feudale che si originò nel secolo XI da quel consorzio familiare, in parte leggendario, che è stato tramandato col nome di «Figli di Manfredo», e dal quale derivarono anche altre nobili famiglie dell'Emilia, come quelle dei Pico e dei Papazzoni. Il nome dei Pio è restato legato soprattutto alla città di Carpi, della cui signoria ebbero l'investitura imperiale per circa duecento anni, tra i secoli XIV e XVI, finché la ridenominata contea di Carpi non fu definitivamente trasferita agli Estensi nel 1530. Una parte di essi ebbe il privilegio da parte del duca Lodovico di Savoia, con le lettere patenti del 27 gennaio 1450, di aggiungere il nome dei Savoia al proprio cognome, come ricompensa per i servigi militari di Alberto II il Vecchio.
La famiglia è iscritta nel Libro d'Oro della Nobiltà Italiana con i titoli di Principe (mpr) e Conte (m), Don e Donna, Nobile di Carpi (m), Patrizio di Ferrara (m). Nel Libro d'Oro risultano pure iscritti i rami in linea femminile, di ordinamento spagnolo, dei Falcó Pio, con i titoli di Nobile di Ferrara e Don, e dei Balbo Bertone di Sumbuy (Conte e Signore), peraltro di nazionalità italiana, i quali detengono in Spagna i vecchi titoli dei Pio di marchese di Castelo Rodrigo e di duca di Nocera.

## Origini
Tra le tante figure, più o meno leggendarie, che si citano come origine dei «Figli di Manfredo», ha sicura consistenza storica un miles di Matilde di Canossa, individuato dal Tiraboschi e dal Litta come Manfredo da Limiti (o da Sorbara), che visse nella seconda metà dell'XI secolo e dai cui figli, Guido, Ugo e Bernardo, si dipartirono, storicamente, le varie linee familiari. Dal primo, in particolare, derivarono, tra gli altri, i Papazzoni poi insediatisi in Bologna, da Ugo i Pico, signori della Mirandola, e, finalmente, da Bernardo (sul quale si sa assai poco oltre al nome) i Pio. Nell'Italia del tempo non si applicava in genere l'istituto successorio della «primogenitura» e risulta quindi molto difficile seguire la linea dinastica di padre in figlio nel modo che poi diventò comune in tutta Europa. Appare comunque evidente che i Pio assunsero un certo rilievo nell'Italia comunale del XII secolo, nella pianura padana e anche in Toscana. Il figlio di Bernardo, Pio, il cui nome proprio diventò poi il cognome della casata, fu podestà di Modena nel 1177 e nel 1178, e uno dei rettori della Lega Lombarda, e partecipò nel 1212 alla prima divisione dei beni tra le famiglie eredi dei «Figli di Manfredo». Un altro Manfredo, figlio di Pio, fu vescovo sfortunato di Modena (1221) e di Vicenza (1236); Bernardino, suo fratello, fu podestà di Cremona (1227), di Siena (1235 e 1241), e probabilmente anche di Firenze (1225); il di lui figlio Manfredo, soprannominato «Camisano», fu podestà di Parma (1264), fieramente ghibellino, come suo figlio Egidio, a sua volta capo di tale partito a Modena, dove lo si definiva dei Grasolfi, e che fu costretto dalla prevalenza dei guelfi estensi a vivere in esilio dal 1266 al 1306. Il figlio di Egidio, Guido, si associò al lontanissimo cugino, Manfredo di Federico Pio, per condurre il confronto finale (in epoca medievale) con gli stessi Este, confronto dal quale i Pio uscirono ridimensionati, ma con lo stabile possesso della signoria di Carpi a cui il loro nome rimase strettamente legato.

## Signoria di Carpi
Fino all'inizio del XIV secolo i Pio non parevano mostrare particolare interessamento per Carpi, già castrum dei Canossa, entrato tra i possessi di Modena dal 1215. Nel 1306, il già citato Manfredo di Federico (discendente da Pio per il tramite del di lui figlio Lanfranco) sposò Flandina de' Brocchi, una nobile carpigiana che era erede di diritti feudali sulla cittadina, cominciando in questo modo a orientare verso di essa i propri interessi. Così, nel 1319, Manfredo si impadronì per la prima volta di Carpi, scacciando e prendendo prigioniero il guelfo Zaccaria Tosabecchi che aveva preso il potere uccidendone l'arciprete Giliolo de' Brocchi, evidentemente parente della moglie. Questo primo aggancio su Carpi non ebbe esiti duraturi e ben presto Manfredo dovette piegarsi di fronte al vicario imperiale di Modena, Passerino Bonacolsi, restituendo la cittadina ai Modenesi.
Nel 1327, però, Manfredo riuscì a rendere la pariglia, contribuendo alla cacciata dei Bonacolsi da Modena e riprendendosi Carpi. Non solo, ma, nel 1329, egli ottenne anche la conferma del suo dominio da parte del papa, e la nomina, da parte dell'imperatore Ludovico il Bavaro, congiuntamente al già nominato lontano cugino Guido, a vicario imperiale di Modena. Quando poi nel 1330 Giovanni di Lussemburgo, re di Boemia calò in Italia per porsi alla testa del partito guelfo in funzione anti-imperiale, Manfredo, sempre in pieno accordo con Guido, gli si recò incontro a Brescia per rendergli omaggio, e, nel 1331, ottenne da lui la riconferma della posizione vicariale dei Pio a Modena. L'anno successivo egli si assicurò dalla moglie Flandina la cessione tramite testamento dei suoi diritti su Carpi ed iniziò l'edificazione delle nuove mura (che furono poi ultimate nel 1342). Con il ritorno in Germania di Giovanni di Lussemburgo, però, i Pio vennero a trovarsi a malpartito nello scontro con i nemici del re, riuniti nella Lega di Castelbaldo, ed in particolare con gli Este che erano determinati ad impossessarsi di Modena. Manfredo e Guido dovettero allora prendere atto della necessità di accettare un ridimensionamento delle loro aspirazioni e, nel 1336, il primo sottoscrisse a Verona, in nome di entrambi, un accordo con il marchese di Ferrara, Nicolò I d'Este, che riconosceva a questi il vicariato di Modena e ai due Pio, rispettivamente, la signoria su Carpi per Manfredo e quella, minima, su San Felice per Guido. Questi però, probabilmente già ammalato, morì l'anno successivo e il dominio di San Felice ebbe brevissima durata (nel 1346 la località risultava già confluita negli stati estensi), mentre quello di Carpi costituì, per i due secoli successivi, il centro della fortuna residua dei Pio.
Si riporta qui di seguito un elenco dei signori di Carpi, con l'avvertenza, già richiamata sopra, che a Carpi non veniva applicata la primogenitura e quindi la signoria era in genere condivisa tra diversi (anche molti) co-eredi legittimi, ciò che rende l'elenco incompleto e almeno in parte aleatorio. Gli anni indicati tra parentesi indicano la durata in carica di ciascun signore.
- Manfredo I Pio (1336-1348)
- Galasso I Pio (1348-1367), figlio del precedente
- Giberto I Pio (1367-1389), figlio del precedente, investito insieme al fratello Marsiglio, e ai fratelli minori Giacomo e Antonio, i quali ultimi però nel 1374 furono banditi perché schieratisi con i Visconti contro gli Este. Anche Nolfo, figlio legittimo di Marsiglio e di Agnese di Castelbarco, fu escluso con la forza dalla successione ad opera di Giberto I.
- Marco I Pio (1389-1418), figlio del precedente, investito insieme ai fratelli, poi deceduti senza prole, o comunque non più coinvolti nella successione.
- Alberto II, detto "il Vecchio" (1418-1463), figlio del precedente, investito con i fratelli Giovanni (1418-1438), l'unico maggiorenne all'epoca della successione, poi deceduto senza discendenza, Giberto II (1418-1446) e Galasso II (1418-1465). Alberto ebbe dal duca Lodovico di Savoia, con lettere patenti del 27 gennaio 1450, il privilegio, per sé, per i fratelli e per la loro discendenza, di aggiungere il nome dei Savoia al cognome di famiglia, come ricompensa per i suoi servigi militari[4].
- Lionello I (1463-1477), figlio del precedente, investito insieme al cugino Marco II (1446-1494), figlio di Giberto II, e allo zio Galasso II, che morì nel 1465 e i cui numerosi figli (Gian Marco, Gian Ludovico, Gian Marsiglio, Gian Niccolò, Gian Carlo, Gian Princivalle, Manfredo, Bernardino, nonché Tommaso, forse illegittimo) furono, nel 1469, esclusi dall'asse ereditario per indegnità.
- Alberto III Pio di Savoia (1477-1509), figlio primogenito di Lionello I, fu consignore prima insieme al già citato cugino del padre, Marco II, e quindi al di lui figlio primogenito, Giberto III (1494-1499).

Con gli avvenimenti dell'ultimo quarto del XV secolo, si verificò una permanente separazione dei Pio di Carpi in tre diverse linee familiari risalenti ai figli di Marco I e chiamata l'una "albertina", perché riferita ai successori di Alberto II, l'altra "gibertina", perché riferita a quelli di Giberto II, e la terza, infine, "galassina", comprendente i discendenti di Galasso II.
I tre figli minori di Marco I, succeduti giovanissimi al padre nel 1418, insieme al fratello maggiore Giovanni, poi deceduto senza prole, governarono insieme per diversi decenni con buon accordo reciproco. Caduto Giberto in combattimento nel 1446 (l'unico dei Pio a morire sul campo di battaglia, a parte il cugino illegittimo Angelo), gli altri due si presero cura dei suoi due figli minori, associandoli alla signoria, e si divisero poi le incombenze del governo: capo militare Alberto II (che proprio per il suo valore in tale campo acquistò, come già detto, per sé, per i fratelli e per i loro discendenti il diritto di aggiungere al proprio il cognome dei Savoia), capo politico e diplomatico Galasso II. Quando entrambi morirono a breve distanza l'uno dall'altro nella prima metà degli anni sessanta, l'affollamento al vertice della signoria si fece esplosivo, in quanto all'unico figlio sopravvissuto di Giberto, Marco II, e all'unico sopravvissuto di Alberto, Lionello I, andarono ad aggiungersi i ben otto figli maschi di Galasso. In tale situazione, i contrasti diventarono inevitabili. Sennonché, nel 1469, i figli di Galasso furono accusati di aver organizzato o coperto una congiura contro il duca Borso d'Este e imprigionati per diversi anni; i due maggiori vennero giustiziati sommariamente; i beni di famiglia furono confiscati ed essi vennero spogliati definitivamente delle loro prerogative signorili su Carpi (per maggiori particolari sulla vicenda si veda infra il paragrafo Linea «galassina»).
Lionello e Marco, rimasti gli unici signori, nel 1470, ottennero dell'imperatore Federico III d'Asburgo di riservare, da allora in poi, la successione ai soli primogeniti. Lionello morì nel 1474, lasciando un erede di due anni, Alberto III, e il neonato Lionello, alle cure della madre Caterina Pico. Marco II si prese cura dell'educazione di Alberto III affidandolo inizialmente a Carpi ad Aldo Manuzio e poi inviandolo a Ferrara ed a Padova. Così però lo allontanò dal territorio della signoria prendendo possesso del suo palazzo e dei suoi beni allodiali. Alberto III comunque ottenne l'investitura signorile da parte di Federico III e rientrò a Carpi nel 1490.
Alla morte di Marco II, nel 1494, si aprì una fase di duri contrasti tra il suo erede Giberto III e il già regnante Alberto III, contrasti che sfociarono nel 1496 in una vera e propria guerra civile che determinò l'intervento "pacificatore" del nuovo duca Ercole I d'Este. Sennonché questi, non riuscendo a venire a capo della contesa, ne approfittò per acquisire per sé la metà del feudo spettante a Giberto, e, in cambio, lo investì a sua volta del feudo estense di Sassuolo.
In questa maniera le tre linee familiari dei Pio di Savoia acquistavano destini diversi: gli «albertini» rimasero i soli Pio signori di Carpi, però in pericoloso condominio con gli Este; i «gibertini» diventarono vassalli degli Este a Sassuolo; e i «galassini» restarono definitivamente privati di ogni prerogativa signorile.

## Linea «albertina»

### Contea di Carpi
Se, secondo il Dizionario Biografico degli Italiani, «con un duca estense come condomino, il destino della signoria dei Pio su Carpi era ormai segnato», Alberto III tentò con tutti i mezzi, per quasi trent'anni, di sfuggire a questa sorte. Nipote di Pico della Mirandola, imparentato un più alla lontana con Matteo Maria Boiardo, allievo di Aldo Manuzio (umanista e intellettuale di vaglia), corrispondente e polemico avversario di Erasmo da Rotterdam, personalità non priva di ombre e oggetto di critiche severe da parte dei contemporanei, fu soprattutto come diplomatico che si mise in evidenza, cercando di barcamenarsi in qualche modo tra Francia e Impero nel quadro drammatico delle guerre d'Italia, appoggiandosi in genere al papato, e puntando soprattutto a tenere a bada le aspirazioni annessionistiche degli Este.
Tra il 1506 e il 1507, in qualità di ambasciatore dei Gonzaga di Mantova, Alberto incontrò ripetutamente il re Luigi XII di Francia, conquistandone la fiducia, e fu da questi nominato ambasciatore presso papa Giulio II; successivamente, fu poi tra coloro che negoziarono la formazione della lega di Cambrai, venendo apprezzato anche dall'imperatore Massimiliano I d'Asburgo, dal quale ottenne nel 1509 l'elevazione della signoria a contea e per il quale divenne a sua volta ambasciatore prima a Venezia, poi presso il papa. Mentre Carpi subiva in pochi anni un vero e proprio stillicidio di repentini cambi di sovranità (Alberto con gli Este, Alberto con il papa, invasione francese, Alfonso I d'Este solo), finalmente, nel giugno 1512, Alberto fu in grado di riprendere possesso della contea questa volta come dominus unico, dopo che l'imperatore aveva così sentenziato in danno del duca di Ferrara, il 19 del mese precedente. In quello stesso anno Alberto fu anche investito di nuovo di quel piccolo feudo di San Felice che era toccato nel 1336 a Guido Pio in sede di cessione di Modena agli Este, ma che era rimasto per pochissimo in mano alla famiglia (e tornò d'altronde ad Alfonso I nel 1521).
La situazione mutò nel 1519 con l'elezione del nuovo imperatore Carlo V, il quale, ritenendo il Pio inaffidabile, rifiutò di confermargli l'incarico di ambasciatore. Nel 1522 Alberto tornò per l'ultima volta a Carpi, ma nel mese di agosto fu costretto ad ammettere nella contea una guarnigione spagnola, presenza che si trasformò nel mese di gennaio 1523, in occupazione militare, ciò che indusse Alberto a legare definitivamente il suo destino con quello della Francia. La contea fu momentaneamente riconquistata dai Pio grazie ad un colpo di mano del fratello di Alberto, Leonello, ma esso fu considerato da Carlo V come un vero e proprio atto di lesa maestà, e, dopo la Battaglia di Pavia (1525), egli dichiarò il Pio colpevole di fellonia e lo spogliò del titolo comitale di Carpi. L'ex stato dei Pio fu quindi rioccupato militarmente dagli Spagnoli fino al 1527, poi passò agli Estensi, che ne ottennero infine l'investitura nel 1530 e l'elevazione a principato nel 1535.
Alberto risiedette a lungo a Roma come consigliere dei papi de' Medici, ed era accanto a Clemente VII ancora nel 1527 in occasione del famoso «sacco» della città. Nell'estate dello stesso anno, però, dovette andare in esilio in Francia con la famiglia. «Vestiti gli abiti francescani, Pio morì a Parigi l’8 gennaio 1531 ed ebbe l’onore, il 16 di quel mese, di una solenne cerimonia funebre alla presenza di Francesco I». Con lui aveva termine per sempre il dominio dei Pio di Savoia su Carpi e, non avendo egli lasciato figli maschi in vita, con lui si estingueva anche il ramo diretto della linea albertina.

### Signorie di Meldola e Sarsina
Nei suoi strenui sforzi per preservare l'indipendenza del suo dominio carpigiano Alberto III aveva cercato di appoggiarsi sul papato, ed in particolare sui due papi de' Medici che si succedettero a breve distanza sul soglio pontificio. Nel 1518 Leone X lo aveva compensato con l'investitura dei feudi pontifici di Meldola e Sarsina in Romagna, e assegnandogli anche il "governo" di Bertinoro.
Suo fratello minore Leonello, rimasto sempre saldamente a suo fianco e divenuto, dopo la sua morte, il portastendardo della dinastia, continuò la politica filo-pontificia di Alberto, cercando di mantenere un saldo collegamento con i Medici. Nel 1528, durante il pontificato di Clemente VII, suo figlio Rodolfo, peraltro beniamino ed erede spirituale dello zio Alberto, era stato eletto vescovo di Faenza, e, il 31 marzo 1531, lo stesso Clemente VII investì tempestivamente Leonello, in quanto successore del fratello appena deceduto, delle signorie di Meldola e Sarsina, nonché come "governatore perpetuo di Bertinoro".
Il nuovo signore, che aveva oltre cinquant'anni ed era vedovo, pensò anche di rafforzare la sua posizione con un matrimonio in casa Medici, magari impalmando una delle ricche vedove della famiglia. Il primo ambizioso obiettivo fu Maria Salviati, nipote di Clemente VII, vedova di Giovanni delle Bande Nere e sorella del cardinale Giovanni Salviati, della quale ci è rimasta la lettera, allarmatissima, spedita al fratello il 3 maggio 1531, nella quale scriveva: «E' mi vogliono dare il signor Lionello per marito; huommo d'anni LVIII, di mala dispositione di corpo, a cui il fiato gravemente spuzza; composto di tanta mala complexione, quanto dir si puote». Stante l'indisponibilità della futura duchessa madre di Firenze, si dovette ripiegare su un obiettivo molto meno prestigioso e Leonello contrasse matrimonio con Ippolita Comnena (?-1566), a sua volta, dal 1530, vedova di Zenobio (Zanobi) de' Medici, consanguineo di Clemente VII ("secundum carnem affinis") e conte di investitura papale di Verucchio e Scorticata. Considerato che tali titoli erano stati acquistati in gran parte utilizzando la dote della donna, Clemente VII, nel 1529, le aveva concesso il diritto di succedere suo jure al marito e quindi ora lei risultava insignita dei suoi titoli.
Il sostegno pontificio perdurò anche nei decenni successivi: nel 1536, Rodolfo Pio fu elevato alla porpora cardinalizia, diventando ben presto figura di notevole influenza nella curia romana; nel 1539 papa Paolo III estese il beneficio successorio di Ippolita Comnena anche ai figli suoi e di Lionello, e, nel 1566, papa Pio V lo allargò ancora ai nipoti, in memoria delle benemerenze acquisite dal cardinale Rodolfo, deceduto due anni prima.
Quello che segue è l'elenco dei Pio signori di Meldola e Sarsina (le cifre fra parentesi indicano la durata del governo).
- Alberto III Pio di Savoia (1519-1531)
- Lionello II Pio di Savoia (1531-1571), fratello e successore del precedente, anche come "governatore perpetuo" di Bertinoro
- Alberto IV Pio di Savoia (1571-1580), figlio del precedente, già di fatto reggente della signoria durante gli anni di estrema senescenza dal padre, divenne anche conte di Verucchio e Scorticata alla morte della madre Ippolita Comnena nel 1566[22]
- Rodolfo Pio di Savoia (1580-1597), figlio del precedente, non poté succedergli come conte di Verucchio e Scorticata (il cui dominio fu reincamerato dalla Stato Pontificio), in quanto la Camera apostolica dichiarò nullo per vizi di forma l'atto con cui Pio V aveva concesso anche ai nipoti di Ippolita Comnena il diritto a succederle nel titolo comitale.

Con Rodolfo ebbe fine il dominio dei Pio su Meldola e Sarsina e si estinse definitivamente il ramo albertino della famiglia. Prodigo, impetuoso e violento, non molto dissimile dal suo contemporaneo Marco Pio della linea gibertina, «fu colto in flagrante tentativo di stupro dai tre fratelli di una giovane vedova di un’influente famiglia locale; costretto ad allontanarsi, si vendicò di loro commissionando a quindici sgherri di rapirli, torturarli e ucciderli (uno dei fratelli riuscì a salvarsi trovando asilo in una chiesa) e rendendo inevitabile l’intervento della giustizia pontificia. Dopo essere stato imprigionato in Castel Sant’Angelo per quasi due anni, e una lunghissima trattativa, si arrese e il 21 maggio 1597 vendette il suo stato, per 147 mila scudi d’oro» a Giovanni Francesco e Olimpia Aldobrandini, nipoti di papa Clemente VIII, il quale elevò ben presto il feudo al rango di principato. Tramite il secondo matrimonio di Olimpia con Camillo Francesco Maria Pamphili, il principato divenne dominio dei loro discendenti Pamphili fino all'abolizione della feudalità. Rodolfo Pio si trasferì a Venezia dove visse dissolutamente per qualche anno, finché non venne trovato accoltellato in un canale (dopo il 1602).

## Linea «gibertina»

### Signoria di Sassuolo
Dopo l'accordo del 1499 con il quale Giberto III rinunciava ai suoi diritti signorili sul feudo imperiale di Carpi e su quello di Soliera, in favore del duca Ercole I d'Este, ricevendone in cambio l'investitura estense della signoria di Sassuolo, il ramo gibertino dei Pio si installò a Sassuolo e ne conservò il dominio per la durata di un secolo; fino a quando cioè il pronipote di Giberto, Marco Pio, morì in un attentato, probabilmente ordito dal nuovo duca di Modena Cesare d'Este, il 10 novembre 1599. Marco Pio viene spesso ricordato come fratellastro maggiore della futura suor Virginia de Leyva, ispiratrice del personaggio manzoniano della «monaca di Monza»: sua madre Virginia Marino, infatti, rimasta vedova di Ercole Pio, si era quasi subito risposata con Don Martino de Leyva, trasferendosi a Milano e abbandonando il piccolo Marco alle cure della nonna paterna Lucrezia Roverella. In seguito alla sua morte senza eredi (non avendo egli avuto figli dal suo matrimonio con Clelia Farnese), il nuovo duca Cesare d'Este, quasi a voler vendicare sui Pio il trattamento che il papato stava infliggendo a lui con la devoluzione di Ferrara, considerò vacante il feudo estense di Sassuolo e lo confiscò, nonostante l'opposizione dello zio di Marco, Enea, già a lungo reggente della signoria durante la minore età del nipote, il quale poteva vantare indubitabili pieni diritti di successione nei confronti di quest'ultimo. Certo, tutte le manovre condotte da Marco presso il papa, l'imperatore, perfino presso la corona spagnola, volte ad affrancare Sassuolo dal controllo degli Este e a rendere autonoma la signoria, contribuirono largamente a determinare il comportamento del duca Cesare.
Enea Pio non si rassegnò però a vedere così conculcati i suoi diritti e la controversia giurisdizionale aperta nei confronti dell'Este, fu devoluta, nel 1609, ad un arbitrato inappellabile dell'imperatore Rodolfo II e dal duca di Savoia Carlo Emanuele I, con il quale ultimo Enea era stato ben attento a tenere stretti quei vincoli di familiarità adottiva che legavano le due famiglie da un secolo e mezzo, diventando consigliere di stato e ambasciatore dei Savoia, e dando anche il nome del duca al proprio figlio e futuro cardinale. Il lodo, da un lato rendeva definitiva l'annessione di Sassuolo agli Stati Estensi, dall'altro però riconosceva il diritto di Enea a percepire un congruo indennizzo, riconfermandogli anche la prerogativa dell'aggiunta del riferimento ai Savoia nel cognome. L'incapacità degli Este di far fronte all'impegno finanziario gravoso derivante dal lodo del 1609, determinò il riaprirsi periodico della contesa con la necessità di rinegoziarne i termini di applicazione.
Di seguito l'elenco dei signori di Sassuolo (le cifre riportate si riferiscono agli anni di permanenza sul trono):
- Giberto I (già Giberto III di Carpi) 1499-1500
- Alessandro Pio 1500-1517, figlio del precedente, con reggenza della madre Eleonora Bentivoglio fino al 1505
- Giberto II Pio 1517-1554, figlio del precedente, con nuova reggenza della nonna Eleonora Bentivoglio fino al 1525
- Ercole Pio 1554-1571, cugino del precedente (in quanto figlio del defunto Marco Pio che era a sua volta fratello di Alessandro)
- Marco Pio 1571-1599, figlio del precedente, con reggenza dello zio Enea (fratello di Ercole), fino al 1594

### Principato di San Gregorio, ducato di Nocera
«Da subito l’incameramento fu giudicato un tentativo maldestro di compensare la devoluzione di Ferrara alla Chiesa», così come apparve assai criticabile il dispregio da parte di Cesare d'Este dei diritti di Enea Pio, uomo di grande valore, che «era di casa nelle principali corti italiane e a Madrid per le sue doti di diplomatico non disgiunte da competenza militare. Inoltre il suo secondogenito, il potente cardinale Carlo Emanuele, a Roma risollevava ampiamente l’onore, il prestigio e le ricchezze della famiglia». Egli era stato creato cardinale giovanissimo, a diciannove anni, nel quadro della politica di papa Clemente VIII volta a formare a Ferrara una classe nobiliare dipendente dai benefici papali e quindi fautrice del nuovo ordine conseguente alla devoluzione.
Fu proprio il cardinale Pio a volere che il nipote Carlo, figlio di suo fratello maggiore Ascanio («letterato, apprezzato autore di drammi e intermezzi»), seguisse le sue orme nella carriera ecclesiastica, anche a discapito delle sue aspirazioni personali, e, nel 1654, anche Carlo fu creato cardinale. Con lo scopo di risollevare il prestigio della propria casata, l'anno successivo, egli acquistò dal papa il titolo di principe di San Gregorio (oggi San Gregorio da Sassola), del quale, essendo lui un ecclesiastico, furono investiti in successione i fratellastri Luigi (1634-65) e, alla sua morte, Giberto (1639-76), nati dalle seconde nozze di Ascanio.
Giberto aveva sposato la nobildonna spagnola di origine portoghese Juana de Moura Corte Real y Moncada, la quale, essendo permessa in Spagna anche la successione femminile, nel 1706 ottenne in eredità dalla sorella Leonor il titolo nominale di marchesa di Castelo Rodrigo (località ridiventata portoghese dopo la restaurazione del Portogallo nel 1640) e quello, di insediamento napoletano, di duchessa di Nocera (Nocera dei Pagani).
A Giberto successe il figlio Francesco, che, allo scoppio della guerra di successione spagnola, abbracciò il partito dei Borbone (destinato a ottenere alla fine la corona), facendo, con il nuovo appellativo ispanizzato di Francisco Pío Saboya y Moura, un'illustre carriera, militare e non, in Spagna, dove divenne mariscal de campo dell'esercito imperiale spagnolo nel 1705, ottenne l'Ordine del Toson d'oro nel 1708, fu nominato Grande di Spagna il 19 novembre 1720, dopo essere stato governatore generale delle armi in Sicilia, governatore di Madrid e capitano generale della Catalogna. Morì a Madrid nel 1723 in un improvviso straripamento del Manzanarre, mentre lasciava la festa di compleanno dell'ultimo degli antichi conterranei e parenti Pico, l'ex duca della Mirandola Francesco Maria, la cui consorte morì anch'ella nel disastro. La stazione Príncipe Pío della metropolitana di Madrid deriva da lui (o da suo padre) il suo nome.
Se Francesco si era associato fin dall'inizio alla causa borbonica, viceversa, il fratello minore Luigi abbracciò invece la causa degli Asburgo. Secondo il Litta, in occasione degli scontri dinastici, era costume delle case nobiliari italiane cercar di tenere il piede su due staffe, spartendo i propri componenti tra i due partiti, in modo da risultare alla fine sempre dalla parte del vincitore e da limitare al massimo le conseguenze dannose della sconfitta dell'uno o dell'altro campo. Così, quando nel 1707, le truppe austriache occuparono Napoli, Juana de Moura, sulle orme del figlio maggiore, rifiutò di fare atto di sottomissione nei confronti dei nuovi dominatori e fu spogliata dei suoi titoli (con effetti pratici fondamentalmente limitati al solo ducato di Nocera, essendo il principato di San Gregorio situato in territorio pontificio, e il titolo di Castelo Rodrigo solo onorifico e spagnolo). Due anni dopo però, i feudi confiscati a Juana furono, per così dire, "girati" al secondogenito Luigi, che si era distinto nella guerra a fianco degli Asburgo, il quale prese possesso del ducato di Nocera il 7 luglio 1709 con atto del notaio Nunziante Siniscalco, e poté quindi si fregiarsi effettivamente del relativo titolo sino al 1735, quando gli sviluppi della guerra di successione polacca determinarono un'inversione della situazione dinastica del regno di Napoli. L'anno precedente, infatti, cacciate le truppe austriache, l'infante di Spagna Don Carlos di Borbone era stato proclamato re di Napoli, e ciò creò le condizioni per l'annullamento degli atti che avevano spossessato Juana nel 1707 e per il reintegro dei titoli a lei sottratti all'interno del maggiorasco della famiglia Pio di Savoia, in capo all'unico figlio maschio di Francesco, Giberto (o, sarebbe meglio dire ormai, Gisberto) II. Luigi, che pure aveva ottenuto dall'imperatore un ormai inutilizzabile diploma di primogenitura, non cercò in alcun modo di opporsi (fra l'altro Gisberto era il suo unico nipote ed erede legale) e, esaurito nel 1742 il suo incarico di ambasciatore imperiale nella Serenissima, si ritirò a Padova, dove si spense nel 1755.
Neanche Gisberto però ebbe eredi maschi e, quando morì nel 1776, anche il suo ramo dinastico si estinse. Tuttavia, essendosi ormai la famiglia stabilita in Spagna dove la legge salica sulle successioni non era applicata, i titoli di Gisberto passarono alla sorella Isabel María Pío de Saboya y Spínola, e da questa ai suoi discendenti, prima a quelli della famiglia del marito, i Valcárcel, poi – una volta estintasi, con suo nipote Antonio Valcárcel y Pascual de Pobil, la linea maschile – a quelli della famiglia Falcó, successori più prossimi in linea femminile diretta, in virtù del matrimonio tra Pascual Falcó de Belaochaga y Puyades, barone di Benifayó e María Concepción Valcárcel y Pio Pascual de Pobil, XI marchesa di Castel Rodrigo. Un figlio di questi, Juan Falcó y Valcárcel, XIII marchese di Castel Rodrigo (1797-1873), fu nominato erede dalla zia, la milanese Beatrice Orsini di Roma (Milano, 8 agosto 1784 – 23 aprile 1861), consorte di Antonio Valcárcel y Pascual de Pobil Pio di Savoia, conte di Lumiares, e discendente di Egidio Orsini di Roma, feldmaresciallo del Sacro Romano Impero. Tra i beni lasciatigli in eredità, vi era il prestigioso palazzo Orsini. Il ramo della famiglia derivante da Juan Falcó y Valcárcel mantenne un forte legame con l'Italia. Juan Falcó y Valcárcel sposò in prime nozze Carolina d'Adda (figlia di Febo d'Adda e Marie Leopoldine von Khevenhüller-Metsch). Da questo matrimonio nacquero Antonio (1823-1883), Alberto e Manuel (1828-1892), i quali ottennero dal re di Spagna licenza di arruolarsi come ufficiali nell'esercito piemontese, partecipando con onore alla prima guerra di indipendenza e guadagnandosi la confisca per ritorsione, da parte dell'Austria, dei beni che avevano ereditato nel Lombardo-Veneto. Un'altra figlia, Maria Conceptión (1826-1893), sposò il patriota Carlo d'Adda, collaborando alle lotte risorgimentali.
Tramandato anche per via femminile, il titolo di principe Pio di San Gregorio è così sopravvissuto in Spagna fino al XXI secolo. E anche in Italia, dove il titolo spagnolo non aveva riconoscimento giuridico, Alfonso Falcó y de la Gándara (nipote del summenzionato Antonio Falcó y d'Adda) ottenne l'attribuzione, con regi decreti di Vittorio Emanuele III (1925, 1926 e 1929), del titolo di 'principe Falcó Pio', "con trasmissione primogeniale mascolina" e con la specifica che il titolo doveva intendersi connesso al solo cognome Pio, dal quale veniva sottratto il predicato "di Savoia", riservato al titolo principesco che fu istituito nel 1930 per gli eredi italiani della linea galassina.
Anche il titolo di Duque de Nochera, precedentemente caduto in desuetudine, fu ristabilito, su istanza dello stesso Alfonso Falcó y de la Gándara, con regio decreto di Alfonso XIII di Spagna del 15 febbraio 1922 ed è tuttora in uso da parte della famiglia italiana dei Balbo Bertone di Sambuy, pure discendente, per via femminile, da Isabel María Pío de Saboya.

## Linea «galassina»
Nel 1465 Galasso II morì lasciando otto figlioli maschi e una situazione di conseguente drammatico affollamento al vertice della signoria di Carpi. Nel 1469, però, il suo secondogenito maschio, Gian Ludovico, cognato di Lorenzo il Magnifico, fu accusato di aver ordito una congiura contro il duca Borso d'Este (grande nemico dei Medici), fu arrestato, condotto nel Castelvecchio di Ferrara e fatto decapitare; il primogenito Gian Marco fu anch'egli decapitato o fatto uccidere in cella per non aver denunciato il colpevole, e tutto il resto dei fratelli fu egualmente imprigionato nel Castelvecchio con l'accusa di complicità e trattenuto in carcere fino al 1477, quando il nuovo capofamiglia Gian Marsiglio a nome suo e dei fratelli, anche di quelli che nel frattempo erano riusciti ad evadere, fu costretto a rinunciare formalmente ad ogni ulteriore pretesa sulla signoria di Carpi ed anche a gran parte dei beni allodiali della famiglia che furono incamerati dagli Este.
Lorenzo il Magnifico provvide ad onorati matrimoni sia per la cognata Orante Orsini, rimasta vedova, sia per le tre figlie di Gian Ludovico, e procurò convenienti sistemazioni anche per i due figli maschi (capitano d'armi, Galasso; ecclesiastico e vescovo, Latino, evidentemente sulle orme del prozio cardinale di cui portava il nome, Latino Orsini).
Nonostante la rinuncia forzata a cui erano stati costretti, i galassini superstiti dimostrarono una notevole pervicacia nel cercar di ripristinare i loro buoni diritti, sia con mezzi legali che persino con la forza. Nel 1480 in particolare, avvalendosi dell'appoggio del capitano di ventura Roberto Sanseverino d'Aragona e approfittando del fatto che il cugino al potere, Marco II, era allora prigioniero dei Genovesi, Gian Marsiglio tentò di occupare di sorpresa Carpi, ma il colpo andò a vuoto. «Nel 1485 Giammarsiglio si rivolse ad Innocenzo VIII, il quale nulla più poté fare in di lui favore, che un'inutile bolla di scomunica contro gli occupatori de' suoi beni.» Altrettanto inutile si dimostrò nei fatti l'investitura di Carpi per sé e per Gian Marsiglio che il fratello Gian Niccolò riuscì ad ottenere dall'imperatore Federico III il 13 dicembre 1488. Finalmente, nel 1500, Alberto III, essendo rimasto l'unico dei Pio a regnare su Carpi, venne a più miti consigli nei confronti dei suoi secondi cugini galassini e raggiunse con loro un accordo che venne sottoscritto il 14 luglio nel palazzo di Rovereto. I tre fratelli superstiti Gian Marsiglio, Gian Niccolò e Bernardino cedevano ad Alberto i loro diritti signorili su Carpi e lo stesso palazzo di Rovereto, tenendo il parente esente da ogni onere per i frutti nel frattempo goduti sui beni allodiali loro sottratti al momento della cacciata da Carpi; viceversa Alberto si impegnava a restituire loro tutti gli altri possessi di Rovereto, a fornir loro dimora in uno dei castelli della montagna, a richiamarli in Carpi ricevendoli e trattandoli col rispetto filiale dovuto alla loro età più avanzata, a renderli successori della signoria in caso che né lui né il fratello Leonello avessero eredi legittimi, e a non vendere intanto né alienare in altro modo Carpi e il suo territorio. Altri beni furono poi recuperati dai galassini dopo una vertenza giudiziaria conclusasi nel 1520.
La discendenza di Gian Marsiglio, ristabilitasi a Carpi, vi rimase fino ai primi decenni del XX secolo ed è l'unica ancor fiorente nel XXI secolo, a Roma, in Gran Bretagna e negli Stati Uniti. A riprova della pertinacia della schiatta, questo ramo della famiglia tornò a contestare nella seconda metà del XIX secolo la liceità del comportamento tenuto dagli Este in violazione della convenzione con la quale, nel 1336, gli antenati dei Pio avevano ceduto loro Modena patteggiando «da Sovrano a Sovrano». Il 5 aprile 1872 una sentenza della Regia Corte d'Appello di Modena riconobbe il loro buon diritto, «condannando il Demanio dello Stato Italiano – successore ed erede dei diritti ed obblighi di quello del Ducato di Modena – a pagare la vistosa indennità di 50.000 fiorini d'oro» a titolo di indennizzo per privilegi ed esenzioni loro illegittimamente sottratti. «Il conte don Manfredo Pio [di Savoia] nel 1930 ricevette il titolo principesco da re Vittorio Emanuele III».

## Marchesi di Trentino e Serrarotta
A fronte dell'affermazione di Manfredo Pio sulla signoria di Carpi, agli inizi del XIV secolo, e alla fulminea parabola di Guido su San Felice, un ramo collaterale minore originato uno dei fratelli di Guido, Giovanni, detto il «Cherico», ottenne in qualche momento l'investitura dei minuscoli feudi estensi di Trentino e Serrarotta, sulla montagna modenese (il primo costituisce attualmente una frazione del comune di Fanano), i quali furono a un certo punto elevati al rango di marchesato. Questo ramo della famiglia, che non poté ovviamente mai fregiarsi dell'appellativo "di Savoia", prese definitiva residenza a Modena verso la metà del XVII secolo (donde il riferimento a loro come Pio di Modena) e detenne i due titoli marchionali fino alla propria estinzione, "con l'estroso [marchese] Antonio", nel 1747. I due titoli (unitamente a quello di Marchese del Sacro Romano Impero) erano comunque già stati attribuiti nel 1743 dal duca di Modena Francesco III, con effetto ex tunc dalla futura morte senza eredi dell'ultimo dei Pio, al nobile messinese Leopoldo de Gregorio in riconoscimento dei suoi servigi alla causa del re di Napoli Carlo di Borbone. Il de Gregorio, sempre portando alti anche i suoi titoli marchionali modenesi, sarebbe divenuto famoso, seppur certamente non popolare, in Spagna, come «marchese di Squillace (Esquilache)» e ministro delle finanze di Carlo di Borbone, divenuto nel frattempo re Carlo III di Spagna.

## Cardinali Pio di Savoia
(tra parentesi l'anno della creazione)
- Rodolfo Pio (1536), fu consigliere di papa Paolo III
- Carlo Emmanuele Pio di Savoia (1604)
- Carlo Pio di Savoia (1654)

## Altri personaggi
- Camilla Pio di Savoia, religiosa, sorella di Alberto III Pio, fondatrice e badessa del monastero di Santa Chiara (Carpi).

## Proprietà Pio di Savoia
- Palazzo dei Pio, Carpi
- Palazzo del Grano Carpi
- Palazzo Pio Corte Gasparini e Oratorio, Sant'Antonio in Mercadello
- Borgo Porticato detto Belgiojoso Piazza Martiri Carpi
- Palazzo Ducale di Sassuolo
- Castello di Fiorano Modenese ora Santuario
- Castello di Nirano
- Castello di Spezzano
- Rocca delle Camminate
- Castello di Verucchio
- Castello di Sarsina
- Castello di Montebello RN
- Castello di Torriana
- Rocca di Meldola
- Castello di Brandola
- Castello di Formigine
- Castello di Soliera
- Castello di Magreta
- Castello di Maranello
- Castello di Marano sul Panaro
- Borgo e Mulino di Corlo
- Borgo di Casinalbo con Torre e Palazzo
- Borgo con Cartiera a Casinalbo
- Borgo di Montale e Castellazzo
- Torre di Cantone Santa Maria di Mugnano
- Borgo della Salviola
- Borgo del Colombaro
- Borgo e Casino di Manzina
- Palazzo Fortilizio della Stradella
- Palazzo con mura detto Cà del Vento Casinalbo
- Torre e Casino del Cantone
- Torre Casino Moschi Formigine
- Torre del Colombarone
- Torre del Corletto
- Torre dei Gazzuoli
- Torre e Borgo Pio Pozza di Maranello
- Palazzo Pio, Tresigallo
- Palazzo Casiglia
- Casino di Casaglia
- Torre Stoffa Gargallo di Carpi
- Castello di Novi di Modena
- Palazzo delle Lame Rovereto sul Secchia
- Castello di San martino sul Secchia
- Rocca di San Felice sul Panaro
- Castello di Mocogno
- Castello di Cadignano
- Castello e Borgo di Frassineti
- Castello di Polinago
- Castello di Gombola
- Castello di Cinghianello
- Castello del Cameazzo
- Castello di Montegibbio
- Borgo di Gozzano di Montegibbio
- Borgo di Casara di Montegibbio
- Castello di Montebaranzone
- Castello di Varana
- Castello di Campodolio
- Castello di Volpogno
- Castello di casale nuvola
- Castello e borgo di Ominano
- Castello di Sabina
- Palazzo di Talbignano
- Castello San Gregorio da Sassola
- Rocca di Ginestra in Sabina
- Rocca della Torricella in Sabina
- Rocca di Roccamalatina
- Castello di Castellino delle Formiche
- Pieve di Trebbio
- Castello di Trebbio
- Castello di Guiglia
- Castello di Monteorsello
- Castello di Ranocchio san Giacomo Maggiore
- Ex palazzo ducale, Nocera Inferiore
- Ex parco del palazzo ducale, Nocera Inferiore
- Palazzo dei Pio, Roma